# 越南人權
越南社會主義共和國人權長期以來一直是越南社會主義共和國政府和國際人權組織以及歐美國家（特別是美國政府）之間的爭議性問題。根據越南社會主義共和國的現行憲法，越共是該國唯一合法執政黨。其它人權問題主要集中在出版自由、言論自由、結社自由和少數民族權益這四個方面。包括越南南部的占族人、高棉人，越南北部的赫蒙族（苗族的一支）以及越南中部高原的數個少數民族的權益和文化遭到越南政府的打壓，遭到越南主流社会边缘化。在美國越僑的推動下，從1994年起，美國政府將每年的5月11日定爲「越南人權日」。
雖然越南現行的最高層級法律《越南社會主義共和國憲法》條文明示該國公民的言論自由、新聞自由、獲取資訊自由，以及集會結社和公開進行政治抗爭的權利應予保障，但該國境內許多地區有關當局在實際執法時，對公眾媒體傳播進行嚴格的政治性審查，以遏制不利執政當局的資訊散播。

## 歷史
在越南勞動黨（今越南共產黨）的政權統一越南之後，出於對共產政權的恐懼，有數以百萬計的難民乘船逃離越南。
越南於1986年開始實行革新開放的政策，希望藉此能融入國際社會。但是，至今越南仍然實行一黨制，言論自由受到嚴格控制，人權活動人士常常會被當局監禁。
越南曾於1990年2月20日批准了聯合國兒童權利公約，這使得越南成爲全球第二個、亞洲第一個簽約國。
1990年5月11日，越南異議人士在河內舉行集會，呼籲人民以非暴力行爲反對專制統治，要求越南政府尊重基本人權、實行多黨制、舉行自由公正的選舉。但是，在集會結束後，參與人士即被越南政府逮捕，並在隨後被當局以「反國家罪」起訴，被判處十年以上有期徒刑。該事件引起了國際社會的關注。1994年起，每年的5月11日被定爲「越南人權日」；美國國會自該年起，每年的5月都會因此舉行特別的儀式。
2001年和2004年，越南西原地區的高地人因爲土地問題，和越南政府發生兩起大型衝突。
2009年，歐洲議會稱，對「越南打壓人權活動人士和未被政府承認的宗教團體人士的氣氛日益加強」表示關切；歐洲議會同時呼籲越南政府，解除對人民的言論自由、信仰自由、集會自由的限制，並釋放政治犯。
2011年，越南曾經試圖加入聯合國人權理事會，但最後卻以失敗告終。
2013年9月，越南國會通過限制互聯網內容的174法，規定通過社交網站宣傳反政府者可被罰款2,500美元。
2013年11月12日，越南以高票當選聯合國人權理事會成員國。
2013年12月，越南國內一系列慶祝國際人權日的活動受到了越南當局的騷擾。比如，在當月一次於河內舉行的集會上，集會者向公眾散發寫着「必須尊重我們的人權」的氣球，但是集會者很快就被警方驅散。
2014年3月，越南副總理兼外交部長范平明在聯合國人權理事會第25次會議上表示：「越南承諾保護與促進人權，願意為人權理事會事務作出貢獻。」
2014年，美國外交部稱，越南政府仍然在限制國民的參政權、打壓人民的自由；還指出，越南的司法和公安系統貪污嚴重，公安會逮捕參加政治活動的國民，還會對嫌犯動用私刑。但是，越南外交部隨後回應稱美方的結論「過於主觀」，並且稱「越方一直把人權列爲國家發展中的一環，國際社會也對越南（在人權方面）的成果予以了肯定。」
2015年8月，爲了慶祝建國70週年，越南特赦了18,200名犯人，政治犯卻沒能獲特赦。
2024年2月26日，越南外交部長裴青山出席聯合國人權理事會第55屆會議高級別會議，呼籲各國支持越南連任聯合國人權理事會成員國。
2024年3月4日，德國之聲指稱，本年2月越共中央政治局外洩的檔案揭示越南國家安全方針，包括防止公民社會影響國策和建立反對團體。

## 拘捕異議人士
越南政府經常通過將異議人士趕出家門的方法騷擾打壓異議人士，同時經常有異議人士被無理拘捕和監禁。
越南異議律師、社會活動人士瞿輝何武曾經被越南政府以「反政府宣傳」的罪名，被判處七年有期徒刑加上爲期三年的軟禁。
2012年9月，越南政府以「傳播反政府宣傳口號」罪，判處三名異議人士十年左右的有期徒刑。
英國廣播公司（BBC）2012年11月3日報道，越南政府拘捕了女學生阮芳鴛，罪名是「散發反政府傳單」。
據英國廣播公司（BBC）2012年12月28日的報道，越南政府以「逃稅」的罪名拘捕了越南異見人士、律師及博客作家黎國君。
2013年1月8日，越南對包括天主教徒、部落格作家、大學生、人權活動家在內的14名異議人士進行了審判。這14名人士被越南政府指控加入被當局認定爲「恐怖組織」的越南更新革命黨。
2021年12月14日，河內市人民法院判決，博客主范端莊犯“煽動顛覆國家政權罪”，獲刑9年。

## 現狀
在2004年的人權報告中，美國國務院稱越南的人權狀況「堪憂」，並進一步稱越南人權被「嚴重侵犯」。根據該報告，政府對出版自由，言論自由，以及結社自由進行了嚴格管制。據美國之音報道，一個人權組織稱，越南是關押政治犯最多的東南亞國家。據一份2014年的報告稱，越南政府至少關押了212名異議人士。同時，還有很多異議人士受到軟禁。這些被關押的異議人士包括律師、部落格作者和人權活動家。
由于越南法律禁止私人创办媒體，故国内的广播电视、报刊等媒体皆为国营国有。勞工權利方面，越南至今的工會活動都爲政府所控制。此外，總理阮晉勇業已下令，禁止電力、石油和天然氣、航空、鐵路、郵政、供水和出版領域等國有企業的工人罷工。截止到目前，越南的法律仍然禁止同性婚姻。

## 各方對越南人權的評價

### 越南官方
越南政府的官方媒體《全民國防雜誌》在一篇文章中列舉越南近年來在經濟領域的成就。並稱越南從來沒有對宗教信徒進行迫害。另外，該文章還稱，越南於2013年制訂的新憲法「充分保障了越南的人權」。在文章的最後，該文章稱「要對利用越南人權問題掀風鼓浪、破壞、倒行逆施的一切圖謀進行堅決鬥爭到底，決不妥協」。
越南政府的官方媒體《共產主義雜誌》在一篇文章中稱，越南在人權方面的成就受到了國內和國際社會的「高度肯定和讚揚」。
越南政府稱越南的人權「得到了保護和發展」。西方國家對越南人權的指責是「打着民主自由的幌子，公開干涉越南的內政」，「將不符合越南國情的價值觀強加給越南」。

### 美國
2013年3月21日，時任美國助理副國務卿的貝爾稱，對越南「倒退的人權狀況」表示關注，並再次重申，改善個人自由狀況是美國在亞洲的一項重要政策……越南政府一方面為在普及互聯網上所取得的成就感到驕傲，但另一方面，則大力限制公眾在互聯網上自由表達意見……美國將繼續就人權、互聯網自由以及勞工條件等問題堅定不移地同河內進行交涉。同時，美國政府表示，「對越南倒退的人權狀況表示關注」。
2013年10月，美國駐越南大使希爾為紀念國際人權日發表聲明，敦促越南實施1948年通過的人權宣言。
2024年4月1日，美國國務院發布新聞稿對越南人權狀況表達關切，呼籲越南政府尊重言論自由、集會自由與宗教自由，並呼籲越南政府釋放所有被不正當拘捕者。

### 人權組織
有報告稱，雖然越南憲法中有「所有公民，不論性別、種族、宗教，均享有平等的政治、經濟、文化、社會、申訴、控告、勞動、教育、醫療保健等權利」這一條款，實際上越南政府卻限制國民行使這些權利。尤其越南南部的高地族及占族不断被越南政府打压和同化，语言和宗教文化濒临消失。
一份2009年的報告認爲，雖然越南的人權狀況仍然與國際水準有相当大的差距，但是，越南政府的一些成就受到了肯定。
越南人權活動者謝文才認爲，越南被越南共產黨統治以前的人權水平比起現在更靠近於國際標準。
2020年12月1日，國際特赦組織稱，臉書公司與谷歌公司協助越南政府審查和平異議人士與政治言論，「社群媒體平台正迅速成為無人權地帶」。
2024年1月，越南外交部發言人范秋恆表示，人權觀察《2024世界人權報告》使用「黑暗」一詞片面評論越南人權，是「惡意誹謗和偏見指控，圖謀破壞越南經濟社會發展、分裂越南與國際社會」。
2024年3月5日，人權觀察發布文章稱，越南是一個不得容忍異議的國家，至少163名政治犯因實施基本人權而面臨警察騷擾、恐嚇、審訊、以及審判前的長期拘留。

## 外部連結
- Vietnamese Human Rights Newspaper（页面存档备份，存于）
- US Department of State Human Rights Report 2009 Vietnam（页面存档备份，存于）
- Censorship in Vietnam - IFEX
- Human rights in Vietnam on websites of international NGOs: Human Rights WatchArchive.today的存檔，存档日期2013-04-15 and FIDH
- Vietnam Human Rights Journal (blogspot)（页面存档备份，存于）
- www.rafto.no
- Vietnam Human Rights Network（页面存档备份，存于）
- report
- Vietnam: from "Vision" to Facts. Human Rights in Vietnam under its Chairmanship in ASEAN（页面存档备份，存于） FIDH, 2010
- UNPO - Vietnam Human Rights Report 2009 （页面存档备份，存于）
- National report of Vietnam under the universal periodic review of UN human rights council（页面存档备份，存于）
- Indigenous People Face Deliberate Persecution in Vietnam
- Highlighting Vietnamese Government Human Rights Violations In Advance of the U.S.-Vietnam Dialogue: Hearing before the Subcommittee on Africa, Global Health, Global Human Rights, and International Organizations of the Committee on Foreign Affairs, House of Representatives, One Hundred Thirteenth Congress, First Session, April 11, 2013
- Continuing Repression by the Vietnamese Government: Hearing before the Subcommittee on Africa, Global Health, Global Human Rights, and International Organizations of the Committee on Foreign Affairs, House of Representatives, One Hundred Thirteenth Congress, First Session, June 4, 2013

 本文全部或部分内容来自美国联邦政府所属的美国之音网站。根据版权条款（英文）和有关美国政府作品版权的相关法律，其官方发布的内容属于公有领域。